# Bucculatrix seneciensis
Bucculatrix seneciensis är en fjärilsart som beskrevs av Braun 1963. Bucculatrix seneciensis ingår i släktet Bucculatrix och familjen kronmalar. Inga underarter finns listade i Catalogue of Life.